# ナチ・ローライダーズ
ナチ・ローライダーズ（英：Nazi Lowriders）は1970年代に南カリフォルニアに設立されたプリズン・ギャング。
主な構成員は白人やヒスパニックで、白人至上主義者も多い。構成人数はおよそ1000人である。

## 概要
アーリアン・ブラザーフッドのメンバーであるジョン・スティンソンが、少年院に収容される若者たちをアーリアン・ブラザーフッドの一員とするために創設された。
アーリアン・ブラザーフッドと同様刑務所内を拠点としており、麻薬取引、強盗、恐喝、殺人といった犯罪で知られている。
またナチスにちなんだ鉤十字やSS、88（ハイルヒットラーの意）の入れ墨を入れることでも知られている。

## 他組織との関係

### 友好関係にある組織
- アーリアン・ブラザーフッドなどの白人系ギャング
- クー・クラックス・クランなどの極右組織

### 敵対関係にある組織
- ブラッズやクリップスなどの黒人系ギャング

## リンク
- Anti-Defamation League - The Nazi Low Riders
- California Department of Justice - Organized Crime in California 2004 Annual Report